# Sommargökbi
Sommargökbi (Nomada tormentillae) är en stekelart som beskrevs av Johann Dietrich Alfken 1901. Den ingår i släktet gökbin och familjen långtungebin.

## Beskrivning
Sommargökbiet har en huvudsakligen svart kropp med markeringar i gult och rött. Käkarna, överläppen, området under ögonen och munsköldens främre kant är röda hos honan, med en rödbrun övergång till den svarta grundfärgen. Hanen har mundelarna, ansiktets nederdel, antennskaften och munsköldens främre kant gula. På mellankroppens bakre del finns ofta två brunröda fläckar som ibland kan smälta samman till ett större, brunrött fält. Tergit 2 till 3 har gulvita fläckar på sidorna, vilket även kan förekomma på tergit 4 och hos hanen också på tergit 5; hos hanen kan fläckarna dessutom smälta samman till tvärband. Det förekommer emellertid också att tergiterna är helt svarta. Den näst sista tergiten (5 hos honan, 6 hos hanen) är alltid gulvit. Arten är mycket liten, med en kroppslängd på 6 till 8 mm.

## Taxonomi
Arten är mycket lik höstgökbiet (Nomada roberjeotiana), och många auktoriteter behandlar sommargökbiet som en synonym till detta.

## Ekologi
Sommargökbiet bygger inga egna bon, utan larven lever som boparasit hos blodrotssandbi, där den dödar ägget eller larven och lever på det insamlade matförrådet. Arten håller till i habitat som hedar, slåttermarker, gles skog inklusive kalhyggen och skogsvägar. Flygtiden varar från juni till juli, ibland in i augusti. Besökta blommor är bland annat blodrot, kråkklöver och fibblor.

## Utbredning
Utbredningsområdet omfattar Nord- och Mellaneuropa (i södra delen av området framför allt i bergsterräng).
I Sverige finns den främst i skogsbygder från Skåne till Norrbotten (dock med undantag för Öland, Härjedalen och Jämtland, där den aldrig har funnits, och Gotland, där den inte har påträffats sedan 1950-talet).
I Finland har den påträffats i södra hälften av landet, norrut till Norra Österbotten, men den har gått tillbaka, och under 2000-talet har den endast påträffats i landskapen Nyland, Norra Karelen, Satakunta, Södra Savolax, Mellersta Finland, Norra Karelen och Norra Österbotten.
Arten finns även i Norge, där den finns i söder upp till Trøndelag. I Danmark har den däremot inte setts sedan 1970-talet.

## Status
Arten är allmän i Sverige, där den är klassificerad som livskraftig ("LC"). I Finland är den emellertid rödlistad som sårbar ("VU").